# Antikrist
 For alternative betydninger, se Antikrist (flertydig). (Se også artikler, som begynder med Antikrist)
Antikrist (oldgræsk: Ἀντίχριστος, antíchristos) er det navn, de kristne tildeler Dyret fra Johannes' Åbenbaring. Navnet er kun nævnt få steder i Det nye testamente og er dér ikke sat i forbindelse med en egentlig person, men snarere en type af personer.[kilde mangler]
Teologer diskuterer stadig om Dyret er et fortids- eller et fremtidsfænomen, da beskrivelsen af Dyret matcher bl.a. den romerske kejser Nero.[kilde mangler]
Radikale kristne er overbeviste om at Antikrist er på vej, altså et fremtidsfænomen.[kilde mangler]
Ordet antikrist kan enten forstås i betydningen i stedet for Kristus eller imod Kristus.
Ibland menes der med Antikrist direkte Satan.[kilde mangler]
I populær litteratur er antikrist bl.a. en central figur i romanserien Ladt Tilbage af Jerry B. Jenkins og Tim LaHaye.